# Håkan Hellström
Håkan Hellström (Göteborg, 2 aprile 1974) è un cantante svedese.
È salito alla ribalta in Svezia nel 2000, con la canzone "Känn ingen sorg för mig Göteborg" e con l'album dal titolo omonimo. Ad oggi ha pubblicato 8 studio album, dei quali 7 hanno raggiunto la posizione numero uno nella Sverigetopplistan, la classifica ufficiale per il mercato musicale in Svezia.
Il 5 giugno 2016 ad un concerto allo Ullevi Stadium a Göteborg ha battuto il record di presenze dell'arena, fissandolo a 70.144 persone.
Nell’ambito della tournée per i suoi 25 anni di carriera da solista, il 6 giugno 2025 ha battuto il precedente record di presenze all’Ullevi Stadium di Göteborg con 73.162 spettatori.

## Discografia

### Album
- Känn ingen sorg för mig Göteborg (2000)
- Det är så jag säger det (2002)
- Ett kolikbarns bekännelser (2005)
- Nåt gammalt, nåt nytt, nåt lånat, nåt blått (2005)
- För sent för Edelweiss (2008)
- Två steg från Paradise (2010)
- Det kommer aldrig va över för mig (2013)

### Singoli
| Anno | Singolo                                                                       | Massima posizione | Album                                       |
| Anno | Singolo                                                                       | SWE               | Album                                       |
| ---- | ----------------------------------------------------------------------------- | ----------------- | ------------------------------------------- |
| 2000 | "Känn ingen sorg för mig Göteborg"                                            | 29                | Känn ingen sorg för mig Göteborg            |
| 2000 | "Ramlar"                                                                      | 48                | Känn ingen sorg för mig Göteborg            |
| 2001 | "En vän med en bil"                                                           | 27                | Känn ingen sorg för mig Göteborg            |
| 2001 | "Nu kan du få mig så lätt"                                                    | 54                | Känn ingen sorg för mig Göteborg            |
| 2002 | "Luften bor i mina steg"                                                      | 1                 | Ett kolikbarns bekännelser                  |
| 2002 | "Kom igen Lena!"                                                              | 2                 | Ett kolikbarns bekännelser                  |
| 2003 | "Den fulaste flickan i världen"                                               | 22                | Ett kolikbarns bekännelser                  |
| 2003 | "Mitt Gullbergs kaj paradis" / "Himmel blå himmel blå"                        | 6                 | Ett kolikbarns bekännelser                  |
| 2005 | "En midsommarnattsdröm"                                                       | 1                 | Ett kolikbarns bekännelser                  |
| 2005 | "Dom kommer kliva på dig igen"                                                | 24                | Ett kolikbarns bekännelser                  |
| 2005 | "Gårdakvarnar och skit"                                                       | 42                | Ett kolikbarns bekännelser                  |
| 2005 | "13"                                                                          | 6                 | Nåt gammalt, nåt nytt, nåt lånat, nåt blått |
| 2006 | "Jag hatar att jag älskar dig och jag älskar dig så mycket att jag hatar mig" | 8                 | Nåt gammalt, nåt nytt, nåt lånat, nåt blått |
| 2006 | "Klubbland"                                                                   | 33                | Nåt gammalt, nåt nytt, nåt lånat, nåt blått |
| 2008 | "För en lång lång tid"                                                        | 8                 | För sent för edelweiss                      |
| 2008 | "Kär i en ängel"                                                              | 51                | För sent för edelweiss                      |
| 2009 | "Jag vet inte vem jag är men jag vet att jag är din"                          | 60                | För sent för edelweiss                      |
| 2010 | "River en vacker dröm"                                                        | 6                 | Två steg från Paradise                      |
| 2010 | "Saknade te havs"                                                             | 7                 | Två steg från Paradise                      |
| 2010 | "Det här är min tid, Pt. 2"                                                   | 57                | Två steg från Paradise                      |
| 2013 | "Det kommer aldrig va över för mig"                                           | 2                 | Det kommer aldrig va över för mig           |
| 2013 | "Valborg"                                                                     | 11                | Det kommer aldrig va över för mig           |
| 2013 | "Pistol"                                                                      | 18                | Det kommer aldrig va över för mig           |
| 2013 | "Du kan gå din egen väg"                                                      | 22                | Det kommer aldrig va över för mig           |
| 2013 | "När lyktorna tänds"                                                          | 26                | Det kommer aldrig va över för mig           |
| 2013 | "Fri till slut"                                                               | 31                | Det kommer aldrig va över för mig           |
| 2013 | "Livets teater"                                                               | 34                | Det kommer aldrig va över för mig           |
| 2013 | "Tänd strålkastarna"                                                          | 36                | Det kommer aldrig va över för mig           |
| 2013 | "Det tog så lång tid att bli ung"                                             | 41                | Det kommer aldrig va över för mig           |
| 2013 | "Street Hustle"                                                               | 43                | Det kommer aldrig va över för mig           |
| 2013 | "Hela huset" (con Veronica Maggio)                                            | 8                 |                                             |
| 2016 | "Din tid kommer"                                                              | 5                 |                                             |
| 2016 | "Hon är en runaway"                                                           | 19                |                                             |
| 2016 | "Brinner in the Shit"                                                         | 42                |                                             |
| 2016 | "Lämna mig inte i det här skicket"                                            | 51                |                                             |
| 2016 | "I sprickorna kommer ljuset in"                                               | 31                |                                             |